# Nathan Vandepitte
Nathan Vandepitte (Tielt, 30 marzo 2000) è un ciclista su strada francese che corre per l'Océane Top 16; è professionista dal 2023.

## Palmarès
- 2018 (Juniores)

1ª tappa Tour des Portes du Pays d'Othe (Romilly-sur-Seine > Estissac)
- 2022 (Bingoal Pauwels Sauces WB Development Team, una vittoria)

2ª tappa Tour de la Province de Liège (Malmedy > Bellevaux)

## Piazzamenti

### Classiche monumento
- Parigi-Roubaix

2023: 130º